# Stephen Rollnick
 (mars 2016).
Stephen Rollnick est un professeur britannique de psychologie clinique à l'université de Cardiff. Aux côtés de William R. Miller, il a développé de nombreux principes de l'entretien motivationnel.

## Biographie
Le professeur Stephen Rollnick a grandi au Cape, en Afrique du Sud et il a complété sa formation dans le domaine de la recherche à l'université de Strathclyde à Glasgow (1978) et sa formation professionnelle en psychologie clinique à Cardiff (1983). Il a ensuite vécu et travaillé en tant que psychologue clinicien au National Health Service et plus récemment, comme membre du Department of General Practice. Ses premières expériences en tant qu'infirmier stagiaire dans un service hospitalier de traitement de la toxicomanie l'a conduit à s'intéresser aux méthodes constructives pour aider les gens à résoudre des problèmes difficiles de changement de comportement. Il a travaillé en étroite collaboration avec le professeur William R Miller sur le sujet de l'entretien motivationnel, un doctorant en thèse (1993) sur les problèmes d'alcoolisme, à des travaux plus récents sur les styles de vie et l'utilisation des médicaments dans la pratique des soins. Grâce à la collaboration du professeur Chris Butler et du Dr Paul Kinnersley, il étudie actuellement les problèmes de communication plus larges comme en ce qui concerne la prise d'antibiotiques, et le développement et l'évaluation des méthodes pour aider les étudiants et les praticiens qualifiés à changer leur communication et leurs comportements.

## Développement de l'entretien motivationnel
Rollnick a développé de nombreux concepts fondamentaux de l'entretien motivationnel avec Miller dans leur livre de 1991. Rollnick a utilisé son expérience dans le champ du traitement de l'addiction pour trouver des moyens, pour les professionnels de santé, de combattre l'ambivalence en ce qui concerne le changement. La technique a depuis été adoptée par de nombreux professionnels de santé dans leur pratique.

## Publications
- Motivational Interviewing, Third Edition: Helping People Change (avec William R. Miller)  (ISBN 978-1-60918-227-4).
- Motivational Interviewing in Health Care: Helping Patients Change Behavior (collectif)  (ISBN 978-1-59385-612-0).
- Motivational Interviewing in the Treatment of Psychological Problems (collectif)  (ISBN 978-1-59385-585-7).

## Sources
- (en) Ressources de Steve Rollnick pour l'entretien motivationnel
- (en) Motivational Interviewing Trainer Network
- W. R. Miller et S. Rollnick Motivational Interviewing: Preparing People to Change. NY: Guilford Press, 2002.
- Rollnick, Miller et Butler, Motivational Interviewing in Health Care: Helping Patients Change Behavior (Applications of Motivational Interviewing), Guilford Press, 2008.
- (en) Profil de recherche du professeur Stephen Rollnick sur le site Web de l'université de Cardiff